# Adblock Plus
Adblock Plus — расширение для браузеров и другого ПО на основе Gecko (Mozilla Firefox, включая «мобильный», Mozilla Thunderbird, Mozilla Suite, SeaMonkey, Songbird, Mozilla Prism и K-Meleon), Blink (Google Chrome, Chromium, Opera и др.) и Trident (Internet Explorer), позволяющее блокировать загрузку и показ рекламы как на страницах сайтов, так и в поисковой выдаче.
Adblock Plus являлся самым популярным расширением для браузера Firefox. По данным официального сайта Mozilla Firefox, по состоянию на ноябрь 2019 года, он имеет около 10 миллионов активных пользователей (из них 8 % — русскоязычные) и имеет более 25 000 загрузок в день. Был скачан более 504 миллионов раз.
Adblock Plus можно также установить на мобильное устройство с Android или iOS как отдельное приложение Adblock Browser.

## Принцип работы
Adblock Plus блокирует HTTP-запросы в соответствии с адресами источника и может блокировать различные типы элементов страницы, например, изображения, iframes, скрипты, объекты Flash и Java и так далее. Он также использует правила скрытия — таблицы стилей, чтобы скрывать элементы, такие как текстовые объявления на странице, по мере их загрузки, вместо блокирования их; и правила блокировки всплывающих окон.

## История
Предыдущая версия программы, Adblock, была выпущена Хенриком Соренсеном в 2002 году для браузера Firefox 1.0.
В 2004 году Майкл Макдональд выпустил форк этого расширения под названием «Adblock Plus» и версией 0.5, который имел более совершенный интерфейс, поддержку централизованных списков фильтров и возможность скрытия элементов страницы. Основные нововведения:
- Белые списки.
- Поддержка блокирования фоновых изображений.
- Подписка на фильтры с фиксированным адресом и автоматическое обновление.
- Возможность скрывать HTML элементы.
- Возможность скрывать объявления для каждого сайта, а не только в глобальном масштабе.
- Исправления ошибок утечки памяти

В 2006 году Макдональд прекратил разработку и передал проект Владимиру Паланту (Wladimir Palant), который выпустил Adblock Plus 0.6 с переписанным кодом в январе 2006 года.

### Конфликт разработчиков NoScript и AdBlock Plus
Первого мая 2009 года Владимир Палант сообщил о том, что другое популярное расширение — NoScript — модифицирует настройки его продукта, добавляя в белый список AdBlock Plus (ABP) несколько рекламных сайтов, являющихся спонсорами авторов NoScript.
По словам же разработчика NoScript, Джорджио Маоне (Georgio Maone), причиной, толкнувшей его на модификацию чужого продукта, была «слишком агрессивная» блокировка вышеописанной рекламы.
Данный инцидент вызвал крайне негативную реакцию пользователей и вынудил автора NoScript отменить такую модификацию в следующей версии.

## Награды
Журнал PC World оценил Adblock Plus как один из 100 лучших продуктов 2007 года (95 место).
В марте 2010 года на выставке CeBIT был отмечен как лучшее Open Source дополнение для Firefox.

## Подписки
Подписка для Adblock Plus представляет собой текстовый список готовых правил фильтрации с обязательным указанием минимальной версии Adblock Plus, которая требуется для правильной работы правил подписки. Подписка размещается, как правило, на сайте, и должна регулярно обновляться. Подписки создаются отдельно от Adblock Plus многими авторами.
Список подписок, рекомендуемых для разных стран и для разных языков, встроен в расширение и пользователь может выбрать подписки как из этого списка, так и любые другие. Несколько больший список опубликован на сайте Adblock Plus. Все или многие подписки устанавливать не рекомендуется, так как это сказывается как на быстродействии, так и на количестве ложных срабатываний (как правило, каждая подписка предназначена, в первую очередь, для сайтов на определённом языке).
Подписки для русскоязычных сайтов:
- RU AdList — рекомендуемая подписка для браузеров с русской локализацией (при установке Adblock Plus предлагается установить её). Постоянно обновляется, является дополнением к подписке EasyList. На сайте RU AdList можно подписаться также на дополнительные подписки: для блокировки статистических счётчиков в интернете, лишних элементов сайтов, для частичной блокировки порнографии (но авторы подписки рекомендуют пользоваться для блокировки порнографии в первую очередь не этой подпиской, а расширением CensureBlock).

## Дополнения
Автором Adblock Plus и другими разработчиками расширений созданы дополнения, которые расширяют возможности Adblock Plus:
Element Hiding Helper (автор — Владимир Палант) — расширение, значительно упрощающее составление правил скрытия (не блокировки) для Adblock Plus. Использование этих правил возможно без Element Hiding Helper.
AdChange For AdblockPlus — экспериментальное расширение (автор — Тибо Матье), заменяет удалённую Adblock Plus рекламу картинками с локального диска или интернет-альбомов пользователя.

## Конфиденциальность
Согласно политике конфиденциальности: Adblock Plus или Adblock Browser обрабатывает персональные данные пользователей такие как ip, операционная система, дата последнего обновления, версия браузера.